# Total War: Shogun 2
A Total War: Shogun 2 egy stratégiai videójáték, amelyet a The Creative Assembly fejlesztett és a Sega adott ki. A Total War sorozat legújabb darabja, 2011. március 15-én jelent meg. A sorozat első játékához, a Shogun: Total Warhoz hasonlóan a 16. századi Japánban játszódik a szengoku dzsidai időszakában, ahol a játékos feladata az egyik család vezetésével egyesíteni Japánt és sógunná válni. A játék 2011. március 15-én jelent meg, és sok dicséretet kapott a játékosoktól és a kritikusoktól.

## Környezet
A játék a 16. századi feudális Japánban játszódik, az Ónin-háború után. Az ország egysége megbomlott, és hadurak által vezetett családok kezdenek harcba egymással a hatalomért. A játékos az egyik ilyen hadúr szerepét veszi át, azzal a céllal, hogy hatalmat szerezzen a többi család felett, és megszerezze Japán irányítását. A játék alapkiadása 8 frakciót tartalmaz (az oktatóküldetéssel együtt kilencet), amelyek mindegyike az ország más-más részén kezd, különböző politikai és katonai erősségekkel.
A Shogun 2 elmozdul a Total War sorozat eddigi európai környezetétől, és a Shogun: Total Warhoz hasonlóan a Távol-Keletet helyezi a középpontba, ám jelentős változással a játékmenet központi elemeiben. Például a távol-keleti harcmodor jellemzőinek megvilágítása érdekében a MI-t Szun-ce A háború művészete című művének elvei alapján programozták. Az Empire: Total Warhoz hasonlítva, amely a Föld jelentős részét lefedte, a játék kizárólag a Japán szigetvilágra koncentrál (Hokkaidó kivételével), és kevesebb katonai egység található benne.

## Játékmenet
A Shogun 2 körökre osztott stratégia és valós idejű stratégia keveréke a sorozat többi játékéhoz hasonlóan. A játékos egyszerre tölti be a daimjó és a tábornok szerepét, így a körökre osztott hadjárat térképen intézheti seregei és tartományai ügyeit, míg a valós idejű csatatérképen átveszi a közvetlen parancsnokságot a katonák felett.
A hadjáratban a játékosnak kell felügyelnie a tartományok fejlődését, a katonai termelést, a gazdasági növekedést és a technológiai fejlődést. Az egységeket seregekké szervezve lehet ellenséges területre mozgatni a stilizált hadjárat térképen, hogy csatározzon a többi frakcióval. A harcon kívül lehetőség van még diplomáciára, politikai manőverekre és különleges ügynökök bevetésére. A nindzsák és gésák szintén jelen vannak a játékban, és bérgyilkosokként, illetve kémekeként funkcionálnak. Habár a vallások nem olyan fontosak, mint a Medieval II-ben, mégsem lehet őket elhanyagolni. Az európai idegenekkel való nagyobb együttműködés érdekében, például a kereskedelem növeléséhez és a lőfegyverek megszerzéséhez, a család felveheti a kereszténységet. Ez azonban jelentősen növeli a vallási elégedetlenséget az irányítása alatt lévő területen. Léteznek vallási ügynökök is, mint például buddhista szerzetesek vagy katolikus papok, akik az ellenséges lakosságot képesek megtéríteni.
Kilenc (a limitált kiadásban tíz) játszható család található meg a játékban, amelyek mind Japán más-más részén uralnak tartományokat. Ezek mindegyike más téren élvez előnyt a többiekhez képest, amely eltérő játékstílust is jelent. A Csószokabe család  Tosza tartományt uralja és képzettebb íjászokat képes toborozni. A Date család Ivate tartományban található, és kiváló no-dacsi szamurájokat tud a seregébe fogadni. Az Izuban kezdő Go-Hódzsó család az építkezésekben jeleskedik, és olcsóbban tud várakat építeni. A Móri család erőssége a haditengerészet, kezdeti területe pedig Aki tartomány. Az Ovariban található Oda család asigaruji jobban harcolnak az átlagnál. A Simazu család erőssége a katanával harcoló szamurájok, kezdőterülete Szacuma. A Takeda család Kai tartományban rendelkezik területtel, lovassága erős és az átlagosnál olcsóbb fenntartani. A Tokugava család főhadiszállása Mikava tartomány, jobb diplomáciai kapcsolatokkal rendelkezik, és jobb nindzsákat képes felbérelni. Az Ueszugik Ecsigo tartományt uralják, és az elmélyült buddhizmusuknak köszönhetően harcos szerzetesek toborzása és fenntartása sokkal egyszerűbb számukra. A Hattori család Igát birtokolja, és specializált nindzsákat képes felbérelni.
A játékban a daimjók és tábornokok saját személyiséggel és képességekkel rendelkeznek, amely mély játékot tesz lehetővé, a szerepjáték hangsúlyozásával. A játékos számukra új képességeket tud szerezni, illetve a meglévőeket fejleszteni, ahogy azok egyre több tapasztalati pontot gyűjtenek a csatákban. Azonban a játékos arra is kényszerülhet, hogy a család belső politikájában részt vegyen a családtagok lojalitásának biztosítására, például örökössé kinevezve őket vagy több katonát helyezve irányításuk alá.
A csaták a játékban nagy ütközeteket jelentenek, amelyek a hadjárat térképen találkozó seregek között zajlanak le, földön vagy vízen. A fejlesztők kijelentették, hogy nagy gondot fordítottak a tengeri csaták és ostromok áttervezéséhez, hogy azok illeszkedjenek a játék helyszínéhez. Az európai erődítményekkel ellentétben a japán várak több szinttel rendelkeztek, ezért az ostromok nem a falakon való harcra fókuszálnak, hanem az udvarokon történő összecsapásokra és a taktikai manőverezésre. A tengeri csatákban bevethető hajók némelyike pedig úszó erődökre hasonlít, így az ellenség vízi leküzdésekor sok faktort kell figyelembe venni, mint a közelharc, a tüzes nyilak bevetése, a tengerparti terep stb. Az időjárás szintén nagy kihatással van az ütközetekre, így például ködös időben jelentősen csökken a látótávolság, míg az eső a távolsági katonák hatékonyságát csökkenti. A télen ellenséges területen tartózkodó sereg, és a partoktól távolra navigáló flotta elhasználódásnak van kitéve.

## Fogadtatás
| Összegzőoldal | Értékelés |
| ------------- | --------- |
| Metacritic    | 90/100    |

| Szerző        | Értékelés |
| ------------- | --------- |
| Eurogamer     | 9/10      |
| Game Informer | 95%       |
| IGN           | 9,0/10    |
| PC Gamer (UK) | 92%       |
| X-Play        | 5/5       |
| GameScope     | 9,2/10    |

A játék általános elismerést kapott a kritikusoktól, az értékeléseket összegző Metacritic pedig 90%-os pontszámot adott rá.